# Trinidad Arroyo
Pour les articles homonymes, voir Arroyo.
Trinidad Arroyo Villaverde née à Palencia le 26 mai 1872 et décédée le 26 septembre 1959 à Mexico, est une intellectuelle et scientifique espagnole.

## Biographie
Elle est l'une des grandes ophtalmologues d'Espagne.
En 1912, avec son mari Manuel Márquez Rodríguez, elle opère avec succès l'écrivain Benito Pérez Galdós, promis à la cécité.
Elle est également une personnalité féministe, pionnière du droit des femmesdans la Péninsule.
Républicaine espagnole, elle se réfugie d'abord à Paris pour fuir les nationalistes, puis doit quitter la capitale française devant l'avancée des nazis. Elle s'installe en Amérique du sud puis au Mexique, où elle meurt en exil durant la dictature franquiste.